# Brian Graham (Fußballspieler)
Brian Graham (* 23. November 1987 in Glasgow) ist ein schottischer Fußballspieler.

## Karriere
Brian Graham, der in Glasgow geboren wurde, begann seine Profikarriere beim damaligen schottischen Drittligisten Greenock Morton, für den er im April 2006 gegen Forfar Athletic debütierte. In der zweiten Saison 2006/07 gelang der Aufstieg von der Second in die First Division. In der Saison 2008/09 spielte Graham leihweise beim Viertligisten FC East Stirlingshire, für den er in 33 Spielen 15 Treffer erzielte und zusammen mit Mike Jack am Saisonende Torschützenkönig wurde. Aus dem etwa 40 Kilometer westlich von seiner Geburtsstadt liegenden Verein aus Greenock spielte Graham bis zum Jahr 2011 und erzielte in 65 Ligaeinsätzen zehn Tore. Im Mai 2011 unterschrieb der Angreifer einen Zweijahresvertrag bei den Raith Rovers aus der First Division. Für diese erzielte Graham gleich in der ersten Saison elf Tore und war damit bester Torschütze des Teams. Diese Leistung konnte er eine Spielzeit später mit 18 Treffern noch steigern.
Nach Ablauf des Vertrages am Saisonende folgte im Mai 2013 der Wechsel zum Erstligisten Dundee United. Mit United erreichte Graham das schottische Pokalfinale 2013/14 in dem die Mannschaft gegen den FC St. Johnstone mit 0:2 verlor. Zwei Monate später wurde Graham ausgerechnet zu diesem Verein verliehen.

## Erfolge
Ross County
- Schottischer Ligapokalsieger: 2016

Greenock Morton
- Aufstieg in die Scottish First Division 2006/07

Auszeichnungen
- Torschützenkönig der Scottish Third Division 2009/10